# Patrik Jean

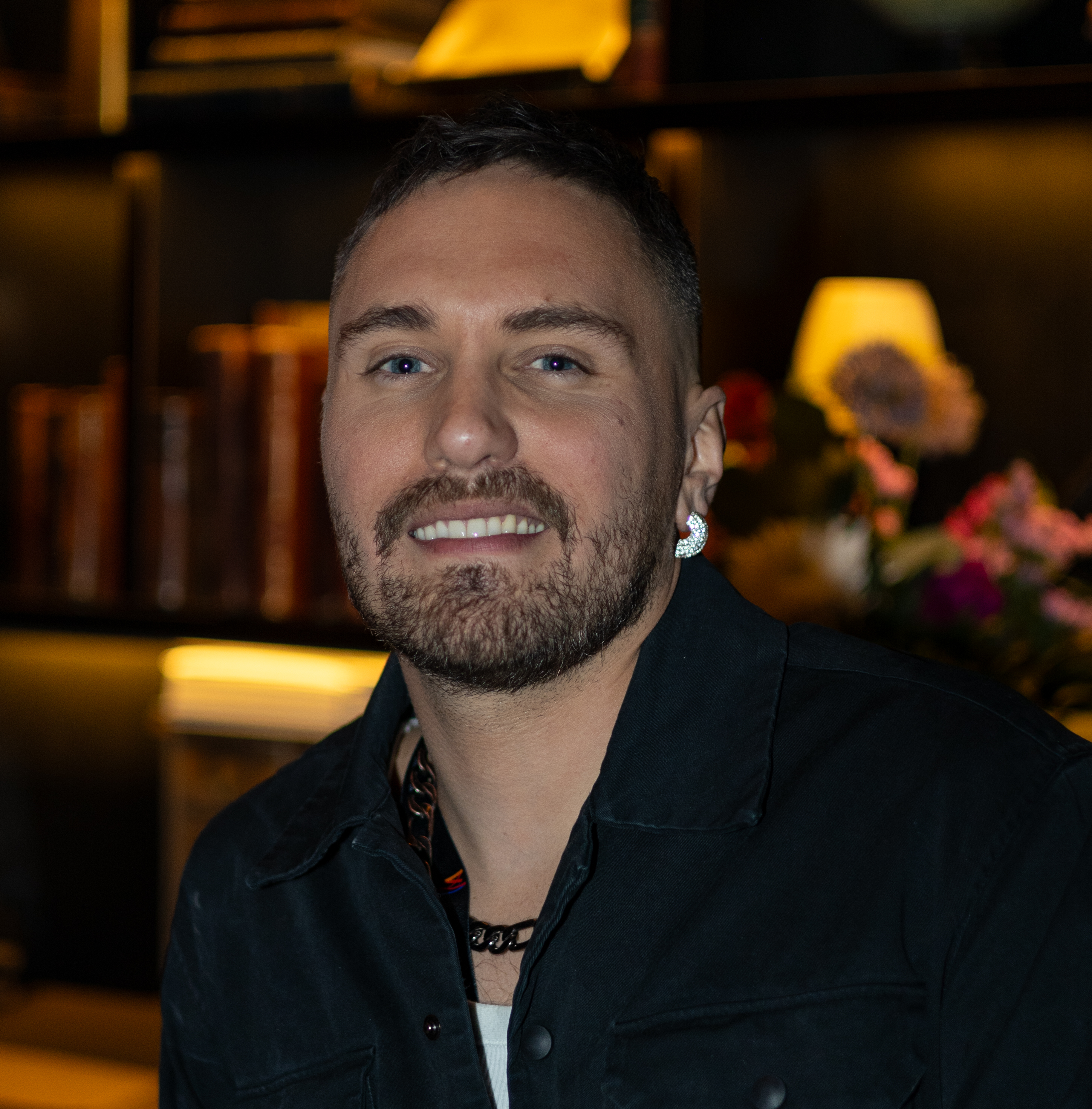
Patrik Jean, 2025

Jean Patrik Olsson (* 3. Mai 1990) ist ein schwedischer Sänger und Songwriter. Er tritt unter dem Namen Patrik Jean auf.

## Leben
Olsson wuchs in Stockholm auf. Im Jahr 2015 war er im deutschen Eurovision-Vorentscheid Unser Song für Österreich als Vokalist des DJs Noize Generation beteiligt. Als Songwriter schrieb er an den Liedern Treading Water und Rain mit, die bei der schwedischen Castingshow Idol jeweils von Staffelgewinnern aufgeführt wurden. Des Weiteren war er auch an Liedern von James Arthur und Felix Jaehn als Songwriter beteiligt. Im Jahr 2018 begann er damit, auch von ihm selbst gesungene Lieder zu veröffentlichen und Olsson gab die EP L Is For heraus.
Beim Eurovision Song Contest 2019 war er für die aserbaidschanische Delegation rund um den Sänger Çingiz Mustafayev als Backing-Vokalist im Einsatz. Gemeinsam mit Melanie Wehbe und Herman Gardarfve schrieb er das Lied Move, mit welchem die Gruppe The Mamas das Melodifestivalen 2020 gewann und somit Schweden beim aufgrund der COVID-19-Pandemie abgesagten Eurovision Song Contest 2020 vertreten hätte. Im November 2020 veröffentlichte Olsson seine zweite EP, die den Titel Consequence erhielt.
Beim Melodifestivalen 2021 trat Olsson mit dem von ihm, Wehbe und Gardarfve geschriebenen Lied Tears Run Dry an. Er schied dort im zweiten Halbfinale mit den drittmeisten Zuschauerstimmen auf dem fünften Platz aus.

## Diskografie

### EPs
- 2018: L Is For
- 2020: Consequence

### Singles
| Jahr | Titel Album   | Höchstplatzierung, Gesamtwochen, AuszeichnungChartsChartplatzierungen (Jahr, Titel, Album, Platzierungen, Wochen, Auszeichnungen, Anmerkungen) | Anmerkungen                       |
| Jahr | Titel Album   | SE | Anmerkungen                       |
| ---- | ------------- | --- | --------------------------------- |
| 2021 | Tears Run Dry | SE59 (5 Wo.)SE | Beitrag zum Melodifestivalen 2021 |

Weitere Lieder
- 2013: Cut and Run
- 2016: Losing Sleep
- 2018: Loved You Once
- 2018: Let Me Know
- 2019: Prosecco
- 2019: För Alltid
- 2020: The Talk
- 2020: 24
- 2020: Come Through
- 2020: One Night/Lifetime
- 2020: Consequence
- 2021: Gravitate
- 2021: Numb